# Етлинген
Етлинген (на немски: Ettlingen) е град в Баден-Вюртемберг, Германия с 38 866 жители (към 31 декември 2012) на 10 km южно от Карлсруе.
Етлинген е споменат за пръв път в документ от 788 г. и има права на град от 1192 г.
- Етлинген - Ettlingen